# Microcystis (blauwalg)
Microcystis is een geslacht van blauwalgen uit de familie Microcystaceae. De wetenschappelijke naam is gepubliceerd in 1907 door Lemmermann.
Microcystis is een geslacht van zoetwatercyanobacteriën dat de schadelijke algenbloeivormende Microcystis aeruginosa omvat. Veel leden van een Microcystis-gemeenschap kunnen neurotoxinen en hepatotoxinen produceren, zoals microcystine en cyanopeptoline. Gemeenschappen zijn vaak een mix van toxineproducerende en niet-producerende isolaten.

## Fysieke eigenschappen
Zoals de etymologische afleiding impliceert, wordt Microcystis gekenmerkt door kleine cellen (enkele micrometers in diameter), met gasgevulde blaasjes (ook zonder individuele omhulsels). De cellen zijn meestal georganiseerd in kolonies (waarvan aggregaties zichtbaar zijn met het blote oog) die beginnen in een bolvorm, hun samenhang verliezen om na verloop van tijd geperforeerd of onregelmatig gevormd te worden. Deze kolonies zijn gebonden door een dik slijm dat is samengesteld uit complexe polysaccharideverbindingen, waaronder onder andere xylose, mannose, glucose, fucose, galactose en rhamnose.
De kleur van de protoplast is licht blauwgroen en lijkt donker of bruin als gevolg van optische effecten van met gas gevulde blaasjes.

## Ecologie
Microcystis is in staat grote bloemen aan het oppervlak te produceren door een combinatie van snelle deling en regulering van het drijfvermogen door de productie van met gas gevulde blaasjes. In de natuur kan Microcystis voorkomen als enkele cellen of in grote kolonies met veel cellen. Hun vermogen om het drijfvermogen te reguleren is een van de sleutels tot hun dominantie van voedselrijke wateren, door zichzelf optimaal te positioneren binnen de fotische zone in een stabiele waterkolom.
Omdat ze grote oppervlaktebloemen kunnen vormen, wordt aangenomen dat ze in staat zijn om ander fytoplankton te overtreffen door licht in de fotische zone te monopoliseren.
Microcystis spp. zijn ook in staat tot efficiënte opname van fosfaat en stikstof; Aangenomen wordt dat ze sterk worden beïnvloed door stikstof-fosforverhoudingen (N:P-verhouding). Microcystis-cellen zijn ook efficiënt in het opnemen van koolstof uit hun omgeving; tijdens grote bloei kan ongebreidelde fotosynthese de pH van gemeenschappen tot < 9,0 drijven. Recente inspanningen hebben gesuggereerd dat een combinatie van effectieve koolstofconcentratiemechanismen en een potentieel vermogen om ureum te gebruiken als koolstof- en stikstofbron Microcystis in staat stelt te blijven bestaan onder deze hoge pH-omstandigheden.
In Zuid-Afrika wordt de Hartebeestpoort-dam sterk beïnvloed door Microcystis vanwege verhoogde fosfaat- en nitraatgehalten die uit de riolen van Johannesburg vloeien, een van de weinige steden ter wereld die zich uitstrekt over een continentale waterscheiding, dus stroomopwaarts van grote dammen en rivieren.
In Noord-Amerika hebben Microcystis-bloemen de afgelopen twee decennia problemen veroorzaakt in tal van zoetwatersystemen. Deze omvatten grote meren (Erie, Okeechobee) en kleine regionale watermassa's zoals Grand Lake St Marys in Ohio. In 2014 resulteerde de detectie van het microcystinetoxine in gezuiverd water van Toledo (Ohio) in een stopzetting van de watertoevoer naar meer dan 400.000 inwoners. De doorbraak van het toxine in het systeem was gekoppeld aan de aanwezigheid van een virus dat cellen lyseerde en het toxine uit deeltjes vrijgaf in de opgeloste fase.

## Gezondheidsrisico's
Cyanobacteriën kunnen neurotoxinen en hepatotoxinen produceren, zoals microcystine en cyanopeptoline. Van Microcystis is ook gemeld dat het een verbinding (of verbindingen) produceert die hormoonontregelende effecten kan hebben. In 2018 werd het Great Lakes Centre for Fresh Waters and Human Health opgericht aan de Bowling Green State University (Ohio) met een focus op problemen in verband met Microcystis-bloei in de Laurentian Great Lakes. Onder leiding van inaugurele directeur George S. Bullerjahn, betrekt het centrum wetenschappers van negen instellingen in zes staten, en wordt ondersteund door gecombineerde financiering van de National Science Foundation en het National Institute of Environmental Health Sciences.

## Soorten
- Microcystis aeruginosa
- Microcystis argentea
- Microcystis botrys
- Microcystis elongata
- Microcystis flos-aquae
- Microcystis holsatica
- Microcystis lutescens
- Microcystis marina
- Microcystis pallida
- Microcystis panniformis
- Microcystis salina
- Microcystis thermalis
- Microcystis viridis
- Microcystis wesenbergii